# Saint-Avit-les-Guespières
Saint-Avit-les-Guespières ist eine französische Gemeinde mit 347 Einwohnern (Stand: 1. Januar 2022) im Département Eure-et-Loir in der Region Centre-Val de Loire; sie gehört zum Arrondissement Châteaudun und zum Kanton Illiers-Combray. 

## Geographie
Saint-Avit-les-Guespières liegt am Loir, etwa 30 Kilometer südwestlich von Chartres und wird umgeben von den Nachbargemeinden Illiers-Combray im Norden, Blandainville im Nordosten, Charonville im Osten, Dangeau im Süden sowie Vieuvicq im Westen.

## Bevölkerungsentwicklung
| Jahr                       | 1962 | 1968 | 1975 | 1982 | 1990 | 1999 | 2006 | 2018 |
| Einwohner                  | 314  | 275  | 235  | 276  | 304  | 307  | 316  | 362  |
| Quellen: Cassini und INSEE |      |      |      |      |      |      |      |      |

## Sehenswürdigkeiten

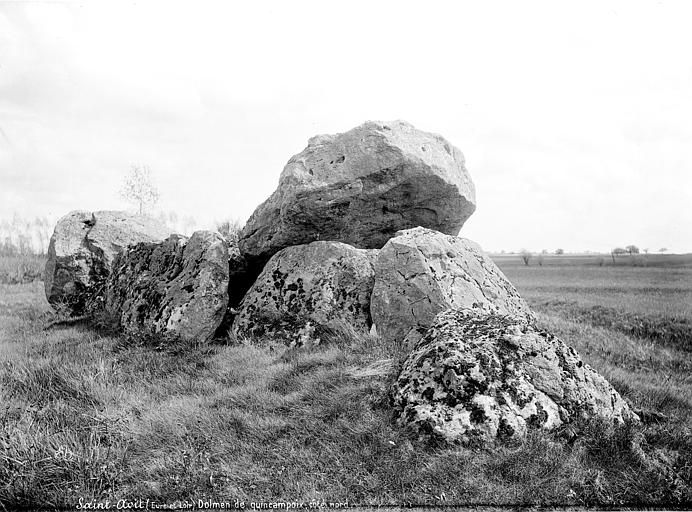
Dolmen von Quincampoix

- Dolmen von Quincampoix, seit 1889 Monument historique
- Kirche Saint-Avit
- Schloss Rabestan, seit 1987 Monument historique